# Kathrin Hölzl
Kathrin Hölzl, nemška alpska smučarka, * 18. julij 1984, Berchtesgaden.
Na svetovnih prvenstvih je nastopila trikrat ter osvojila naslov prvakinje v veleslalomu leta 2009. V edinem nastopu na Olimpijskih igrah 2010 je osvojila šesto mesto v veleslalomu. V svetovnem pokalu je tekmovala deset sezon med letoma 2001 in 2011 ter dosegla dve zmagi in še devet uvrstitev na stopničke. V sezoni 2010 je osvojila veleslalomski mali kristalni globus.